# 図書に関する日本国政府と大韓民国政府との間の協定
図書に関する日本国政府と大韓民国政府との間の協定（としょにかんするにほんこくせいふとだいかんみんこくせいふとのあいだのきょうてい、平成二十三年六月十日条約第六号）は、2010年11月14日に日本と大韓民国で交わされた、日本政府および関係当局が保管している、朝鮮半島に由来する特定の図書について、韓国政府に対して引き渡すことを定めた協定。日韓図書協定（にっかんとしょきょうてい）とも呼ばれる。2011年6月10日に公布・発効した。

## 概要
2010年が日韓併合から100周年に当たる意味ある年であることを踏まえ、8月10日に菅直人総理大臣の名で、日本に存在する朝鮮王室儀軌など朝鮮半島に由来する図書を韓国政府へ渡す談話が発表されていた。その談話に沿って日本政府が保管している朝鮮半島由来の特定の図書について、日韓両国政府間で合意する手続に従い引渡すと規定した協定。
2010年11月14日、横浜でのAPECの首脳会議において前原誠司外務大臣と金星煥外交通商部長官が協定への署名を行った。
引渡し期間は、協定の効力発生後6カ月以内に大韓民国政府に対して引き渡すとしたが、日本では国会承認が必要となる。特定される図書の詳細は協定の「附属書」に記載され、「朝鮮王朝儀軌」関連書81部167冊、その他「通文館志」「辛壬紀年提要」を始めとする69部1038冊、合計150部1205冊とされた。
2011年4月28日衆議院本会議において、与党民主党と公明党の賛成多数で、日韓図書協定に沿った韓国への図書引渡しが可決された。自由民主党は採決で反対した。
2011年の4月29日に日韓図書協定に関連した図書の引渡しに関して韓国の朝鮮日報は、日本共産党の笠井亮衆院議員が2007年から奔走していたことを伝えている。
笠井は「朝鮮王室儀軌」引き渡しに奔走した日本の主役として「今回返還されるものは日本政府が当然返還しなければならない。」朝鮮王室儀軌が持ち出されたのは日本共産党創立の年でもある1922年ということで「帝国主義戦争と植民地支配に反対して結成された共産党が、儀軌返還の主役になろうと決心した。」と語った。さらに笠井議員は「日本と韓国は文化的・経済的に家族のような存在。日本が反省してこそ、新たな関係に発展させることができる」と述べている。。
2011年5月13日、朝鮮王朝還収委員会は返還のために尽力したとして、共産党の引退議員の緒方靖夫、現職の笠井亮、民主党の石毛鍈子、社民党の服部良一の各衆院議員を表彰した。
2011年5月27日、参議院本会議で賛成多数で可決、承認。6月10日に閣議決定され、協定は発効した。